# 岩澤正二
岩澤 正二（いわさわ まさじ、1913年4月25日 - 2007年5月16日）は、日本の実業家。住友銀行副頭取や、マツダ会長を務めた。

## 来歴・人物
秋田県大館市出身。1938年東京商科大学（現一橋大学）卒業。大学同期の小林政夫、坪井東、小泉明、横山宗一らと同期会を結成。1963年住友銀行（現三井住友銀行）取締役。同行副頭取を経て、住友銀行に復帰した村井勉に代わり1980年から東洋工業（現マツダ）会長を務め、オイルショック後の経営危機からのマツダ再建にあたった。1984年マツダ会長。
2007年5月16日、老衰のため死去。